# 中國象棋變體
象棋在歷史中出現了不少的變體，在古代便有寶應象棋、大象戲、廣象戲、七國象棋、滿棋、三友棋、蝸角棋等，主要是從規則、排列、棋盤形狀、棋手人數等方式改變下棋方法。排列方面最著名的是暗棋（广东和香港稱為盲棋），利用了中國象棋的棋子一面有文字，另一面空白這個特色反轉棋子，產生了帶運氣成份的變體，類似的有揭棋、落棋等。更有用改造過的棋盤，讓三個人同時下象棋（類似三人國際象棋），演變為三友棋和鼎棋等等變體。
有些變體有兩種以上類別變化，但以實際上最能明顯的特色為分類依據。
有學者認為韓國將棋也是中國象棋的變體。

## 帶運氣成份的變體

### 暗棋
暗棋，棋子不是放在交叉線上，而是放在格上，共4*8格，剛好放下所有棋子。開始時，將所有棋的背面向上，令人看不到棋子是甚麼，然後洗亂棋子，再放到棋盤上。未翻開的棋子稱為暗棋，翻開了的就叫明棋。雙方輪流行走，每次可選擇翻開暗棋、移動自己的明棋一格或吃對手的明棋。吃棋時須考慮順序。除了帥和將不能吃卒和兵，卒和兵可吃帥和將這個特例之外，所有的棋子只可吃掉同級或較小的棋子，而較小的不能吃較大的，吃光对方所有棋子者获勝。因為這種玩法没有正式規則，各地玩法有所不同。以下次序以紅子的名稱表示，和相應的黑子地位完全一樣。

#### 粵港
棋子順序：
帥＞俥＞傌＞炮＞仕＞相＞兵

也有口訣：「公（即帥或將）車（音居）馬砲士象卒」。香港的玩法中，砲的吃法走法和其他棋子一樣，暗棋在粵語亦叫「盲棋」。
此玩法在廣東有另類的以小吃大規則，有相對的三字粤语口令：
- 相＞俥──象髧車（髧（粵音/dam6/），即踩）
- 卒＞炮──卒摔炮
- 兵＞馬──兵騎馬
- 仕＞帥──士撑公（撑即刺死，公指帥或將）

此外，在這套規則裏面，兵／卒不能吃帥／將，兵和卒要各安其位，兵不能吃砲，卒不能吃傌。

#### 中國大陆北方
中國大陆北方棋子順序通常與臺灣的相同，但炮的吃法走法和其他棋子一樣，和臺灣的方式不同。

### 揭棋
揭棋亦稱潮州象棋，越南文稱為Cờ tướng úp、Cờ úp，使用整個中國象棋棋盤，開始時除了帥、將可保留原位，其他棋子要洗亂然後放在正式象棋玩法的棋子位置。揭棋的翻子需跟該棋子第一次移動同時進行，但該棋子的第一次移動的走法，需依照它的位置在一般中國象棋玩法時所在的棋子的走法。揭棋另一有趣之處是它容許了飛象過河、士過河。而揭棋的其他方面（一般走子、取勝條件等），都和象棋相同的。
另外有一種情況是，開始時除了帥外，也把士和象揭開留在原位。

### 落棋
落棋的棋盤、移動、吃法、勝利方式略同於台灣玩法的暗棋。唯一不同處，在於不是把所有棋子放置格子上，而是從三十二顆棋子拿一張，可以拿別人的棋子，兩方輪流下，每次可選擇從手中拿一枚棋子以正面方式放至棋盤任何一格，或是移動已放置棋盤上的自己的棋子。

## 規則變化

### 王可見王規則
無將帥不可照面之限制，其餘規則跟原本一樣。

### 將士出格規則
將跟士可以出格（但不可過河），其餘規則跟原本一樣。

### 活躍版象馬規則
無拐馬腳、塞象眼之限制，其餘規則跟原本一樣。

### 炮跳子移動規則
炮不管有沒有吃子，都要跳過一子（與韓國象棋類似，唯一的差別是此規則中炮仍然可以跳過炮，炮也仍然可以吃炮），其餘規則跟原本一樣。

### 可棄權規則
一方無子可動時，可以選擇棄權一子（與韓國象棋類似），若要打敗欠行的一方必須要將軍他且同時將死他，其餘規則跟原本一樣。

### 兵卒移動/吃子規則
兵卒在過河之前，移動與吃子的方式與西洋棋的兵相同，過河之後變成可以朝前後左右四個方向移動，以及朝四個斜的方向吃子。
還有另一種規則，兵卒不管有沒有過河，移動與吃子的方式都與西洋棋的兵相同，但是兵卒走到底線時，可以升變為車、馬或炮（與西洋棋的兵升變類似）。

### 創意走法規則
- 將：同西洋棋的國王以及日本將棋的王將，可出格亦可過河。
- 士：同西洋棋的主教，可出格亦可過河。
- 象：同日本將棋的銀將，可過河，如走到最後一列時走法變為同西洋棋的皇后。
- 馬：同西洋棋的騎士，無拐馬腳之限制。
- 車：同原本走法。
- 炮：移動及吃子均需跳過一子（可跳過炮，亦可吃炮），但是直橫斜等八個方向都可以（就是跟西洋棋的皇后類似，只是要跳過一子）。
- 兵：過河前同西洋棋的兵，過河後可朝正前方及左右方以及兩個斜前方走（無論是移動還是吃子都一樣），如走到最後一列時，可升變為將帥以外的任何棋子，但兵升變的象，走法永久為同日本將棋的銀將。

### 象过河规则
该规则由象棋演播室的作者董世伟提出，在这个规则中，象在三七路巡河线的位置时，可以向前走一格过河，也可以按同样的方法退回来；但河对岸有棋子时不能过河，过河后仍旧按照象步走，与对方象占有同样位置。

### 兵升變規則
使用西洋棋的兵走到最後一列可以升變為除國王以外的任何棋子的規則，兵走到最後一列時可以升變為車，馬或炮（也有規則是除了可以升變為車馬炮之外，還可以升變為士象的，唯此升變的士象不受不能過河的限制）
亦有「半升變」的規則：兵走到最後一列時走法變成可以往後走一格（也就是跟將帥的走法一樣），或者變為日本將棋中金將的走法。

### 仕相升变规则
由清华大学BBS象棋版的一些网友根据国际象棋的规则提出，仕（士）相（象）可以“升变”为兵（卒），升变规则如下：
- 仕（士）相（象）只能在底线升变；
- 仕（士）相（象）升变成兵（卒）需要花费一步棋；
- 升变是不可逆的，即兵（卒）不能变回仕（士）相（象）；
- 升变后的兵（卒）同其他兵（卒）的走法一样。[4]

## 棋盤變化

### 大象戲
大象戲是宋代出現的象棋變體，記載於北宋晁補之（字無咎）的《廣象戲圖》與清代的《心武殘編》、俞正燮的《癸巳類稿》。大象戲棋子名稱、數量和現在象棋類似，只是棋盤為十一路，而非九路，並且砲是放在車的外側。
《廣象戲圖》：「象戲，戲兵也。黃帝之戰，驅猛獸以為陣，象，獸之雄也，故戲兵而以象戲名之。余為兒時，無他弄，見設局布棋為此戲者，縱橫出竒，愕然莫測，以為小道可喜也。稍長，觀諸家陣法，雖畫地而守，規矩有截，而變化舒卷，出入無倪，其説亦可喜。暇時因求所謂象戲者，欲按之以消永日。蓋局縱橫路十一，棊三十二，為兩軍耳，意苦而狹也。嘗試以局縱橫路十九，棊九十八廣之，意少放焉。然按圖置物，計步而使，終亦膠柱而已矣；而智者用之，則十九者之間，盡强弱之形，九十八者之間，盡死生之勢，而十九、九十八之外，死生强弱可循環無窮。飽食終日，得五說而為之，則涿鹿之縱橫猶目前矣。」
《癸巳類稿》：「宋晃無咎撰《廣象戲圖》：象棋縱橫十一路，棋三十二，視以局縱橫十九路，棋九十八廣之，其新舊二法皆與縱十路、橫九路者不同。古十一路，蓋兵卒相去中路三，今中二路，其第一路，炮居兩旁，兵卒則居縱路二、四、六、八、十；炮馬士兩敵相對；炮無架，馬旁行，士不出帷幄，三者皆不歸釁也。」

### 小象戲
《象戱圖法》記載此遊戲兵種没有象，而有弩这兵种，其他则是将、士、马、车、砲、卒（另一方作步）。

### 廣象戲
廣象戲，又名廣象棋，是北宋晁補之根據大象戲擴充的象棋變體，使用十九路的圍棋棋盤，增加棋種，已失傳。
明朝周琦《东溪日谈録》：「晁无咎象戱十九路九十八子，亦三十二子而增广之耳。其图未见其说，仅存所谓广十一路，为十九路者半局之数也，以三十二子为九十八子者，尽全局焉。尝以意度之半局十九路者，将一、士二、象四、车八、马八、炮十二、卒十四，共四十九子故全局得九十八子也。盖谓古局三十二子，两军其意苦，不若以九十八子为两军，其意少放十九路者。尽强弱之形九十八子者，尽死生之势、死生强弱变化无穷。茍得其说涿鹿之战，当在目前东坡曰着棋，饮酒挑粪吾皆不能，于愚亦然。故今因晁无咎之说，而推之或者古战法所在也。」
朝鮮南有容作有廣象戲，與晁無咎的廣象戲同名。

## 棋手變化

### 七國象棋
七國象棋由北宋司馬光發明，參考同期廣象棋，同樣使用圍棋棋盤，並改變棋種。玩家增為七人，並以戰國七雄為稱呼。

### 三友棋
三友棋由清朝康熙时期安徽人鄭傳德發明。使用棋盤為一正三角形，三邊連上半盤的傳統棋盤為己方陣地。玩家增為三人。中央棋盤上有區域名為海、山城。其中車、馬不可越海；砲不可越山城。棋子每方十八枚。另外多兩種棋子：火置於三、七卒位置，走前斜一步。旗置於兩士角，直行兩步，過河後步數不限但不得渡河回原陣地。先贏者佔有敗者所有棋子。其餘與傳統象棋規則同。

### 鼎棋
鼎棋是1980年代發展出來的一種三人對弈象棋變體，目前在保定市有舉辦比赛。棋盤是三個9×9×9的三角形，頂端2格重疊以人字型排列，兩兩之間有標示「魏界」、「蜀關」、「吳河」之邊界分隔。棋子分紅、黃、藍三色，開局由紅方先行，然後按紅、黃、藍順序走子。每方兵力與中國象棋相同，三方之“帥”、“士”、“相”、“車”、“馬”、“炮”用字相同，唯等級最小之棋子分別使用“兵”、“卒”、“勇”表示。
開局前各方底線棋子擺放與象棋一樣，分別為“車”、“馬”、“相”、“士”、“帥”、“士”、“相”、“馬”、“車”。“炮”仍置於底線算起第三條線上的左右邊線往內第二格，但因橫向僅有七格，故雙炮之間距離較象棋近兩格；“兵”（“卒”、“勇”）有四子仍置於底線算起第四條線上，但因橫向僅有六格，故緊靠兩端各置兩子；而第五子則置於底線算起第四條線上（橫向五格）的中央一格。
遊戲規則
1. 規定所有棋子均可過河作戰，但棋子行走的路線均不可翻越棋盤中的三座山（處於中線右邊的棋子只可過右邊的河，處於中線左邊的棋子只能過左邊的河，只有處於中線的棋子方可隨便進入任何一國）。所有棋子都可把落棋點上敵國的棋子吃掉。
2. “帥”可見面，可出“帥府”過河御駕親征，著法是縱線、橫線或對角走一格。“帥”的著法和吃子請參看活動圖例。（圖例中每三秒走一步棋，下面的圖例相同。）
3. “士”可過河，著法是對角走一格。吃子見圖例：
4. “兵”每步縱線或橫線走一格，可進可退，也可平走，但“兵”未過河前傍邊有子不能走，只有向前走才可吃子。“兵”過了河即可升級，對四個方向都有攻擊力，包括回防。
5. “象”飛田字但不受塞眼之限，可過河。
6. “馬”走日字，不受別腿之限。
7. “車”走縱線或者橫線，只要前面沒別的棋阻擋，所走格數不限。可吃掉線上最前方敵國的棋子。
8. “炮”的走法和車一樣，在線上沒棋子阻擋所走格數不限，但“炮”只能在中間有一只棋子時（任何棋子包括已方和敵方的棋子）才可吃子。炮不能吃掉中間隔了兩只棋子和兩只棋子以上的敵方棋子。炮的吃子方法請看圖例：

將軍和被將軍
當有棋子咬住敵方的“帥子”時，要叫“將軍”。“被將軍”的一方要即時“解將”，不是“叫將軍”和“被將軍”的一方此時要停走。這時行走的雙方當遇到停走方的棋子檔著行走路線時，均不能通過，更不能吃掉停走方的棋子。直到“被將軍”的一方“解了將”或是“叫將軍”的一方吃掉了敵方的“帥子”時，停走的一方才可按順序繼續走子。
勝負
吃掉對方的“帥”子為勝，勝方可俘虜敗方所剩的兵力繼續與另一方戰鬥。每局棋只有一個勝利者，如果最後兩方和棋，則先勝第一方的為最終勝利者。

### 三國演弈棋
三國演弈棋，亦稱三國象棋，由北京人翟輝發明，2005年獲得專利權，并由北京赤兔科技發展有限公司推出實體棋和網絡對戰平台。
使用17x17特製方格棋盘，四角4x4區域無棋點。玩家增為三人（魏蜀吳），三方仍沿用原有棋種（帥/將改名為對應國名、仕/士統一為士、相/象統一為相、兵/卒統一為兵），另有第四方的中立棋子（漢帝炮三車），魏國棋子為黑色，蜀國棋子為紅色，吳國棋子為綠色，漢方棋子為黃色。本棋三位玩家分別模擬曹魏、劉蜀、孫吳，相互或攻伐或結盟或篡漢，最終戰勝另外兩位玩家，實現天下一統，故被稱為“棋盤上的三國演義”。
- 註:亦可改為三方+汉(全副棋子)混战。背景为汉帝和汉臣立志光復汉室。

## 棋種變化

### 满洲棋
滿棋亦稱滿洲棋、一統棋，是清代的象棋變體。《清稗類鈔》說：「行滿棋者，置將一、士二、相二、兵五外，餘僅一子，能間車馬炮三用。故一交手，及縱橫敵境，守者稍不慎，滿盤皆無補救。此雖遊戲，然可想見入關後索倫兵之氣慨也。」 
下滿棋時，紅方將自己的一車、雙馬、雙砲去掉，剩下的車具有車、馬、砲的走法、吃法。其餘規則同一般中國象棋規則。
還有另一種類似的娛樂棋，紅方只有一隻帥，這隻帥兼有西洋棋的皇后的走法、中國象棋的象跟馬的走法（無塞象眼與拐馬腳），增強化的中國象棋的炮的走法及吃法（可以向西洋棋皇后走法的八個方向中的任何一個方向，中間跳過一子來移動或吃子），韓國象棋的象的用字型走法（同樣亦無塞象眼），這隻紅帥可以出格，也可以過河，黑方則依平常的方式擺好十六顆棋子，開始時，紅帥可以擺在紅方地盤中的任何一格交點處，然後由黑方下第一步，如果紅帥被將死紅方就輸了，而如果這隻紅帥能將死黑棋則紅方獲勝。
這跟西洋棋變體的大君棋類似，一方依平常的擺法擺好十六個棋子，另一方則只有一隻皇后，這隻皇后除原本的移動外，還具有騎士的移動，這隻皇后如果被吃掉就輸了，而如果他能將死對方則贏棋。

### 五虎棋
五虎棋，是近代的象棋變體。 
下五虎棋時，紅方將自己的兩車、雙馬、雙砲去掉。紅方下時，一個兵可移動兩次，或則移動兩個兵。其餘規則同一般中國象棋規則。
西洋棋變體的馬賽象棋也有一子移動兩次的規則。

### 霸王棋
霸王棋，是近代的象棋變體。 
下霸王棋時，紅方將自己的一車、雙馬、雙砲、五兵去掉。紅方下時，車可移動兩次。其餘規則同一般中國象棋規則。

### 中国飞弹象棋
中国飞弹象棋由广东人张棋富发明，该种象棋与中国象棋相比增添了两种棋子“导弹”（位于“车”的外侧）和“战机”（位于“导弹”列与“炮”行交叉处），每种棋子各两个。

#### 走法
- “战机”：以“目”字的对角线为行度。“战机”一次可走的选择点可达周围的八个点，与“马”控制的据点一样多，但在同一直线前有两个其它棋子在时为“阻航”不的走着。
- “导弹”：以直线为行走路线，只要无其它棋子阻挡，可横冲直撞整个棋盘。
- 其他棋子走法与中国象棋相同。

#### 吃子
- “战机”：吃子方法与走法相同。
- “导弹”：导弹在攻击对方时与其它棋时与之同归于尽，对方的棋子攻击导弹（除“炮”外）同样同归于尽，但是“炮”可以吃掉导弹。
- 其他棋子吃子法亦与中国象棋相同。

#### 基本规则
与中国象棋基本相同，以将对方的“将（帅）”“将死”或“困毙”为胜。但当对方“导弹”进入“九宫”威胁“将（帅）”，“将（帅）”只有回避，若无法回避就算被“死将”。“死将”的一方负，对方胜。

## 參閱
- 中國象棋
- 象棋變體
- 國際象棋變體
- 蒙眼棋
- 中國象棋的讓棋規則
- 三國暗棋